# Intervención aliada en la guerra civil rusa
La intervención aliada en la guerra civil rusa fue una expedición militar multinacional que fue lanzada en 1918 durante la Primera Guerra Mundial, que continuó en la guerra civil rusa. Las operaciones fueron llevadas a cabo por 14 naciones y cubrieron un enorme territorio. Los objetivos iniciales de la operación eran rescatar a la Legión Checoslovaca, asegurar los suministros y armamentos en los puertos rusos y restablecer el Frente Oriental contra el Imperio alemán. Al final de la Primera Guerra Mundial, temerosos del bolchevismo, catorce países aliados intervinieron en la guerra civil rusa al lado de las fuerzas del Movimiento Blanco antibolchevique opuesto a la Revolución de Octubre en 1917.
A pesar del apoyo aliado, el Ejército Rojo derrotó al Ejército Blanco. Pero en 1920, debido a que la intervención tuvo poco apoyo popular en los países aliados y en Rusia y no hubo verdadera estrategia político-militar o debido a la mediocridad militar del Ejército Blanco, los aliados se vieron obligados a retirarse de la Campaña del Norte de Rusia y la Intervención aliada en Siberia. Los japoneses siguieron ocupando partes de Siberia hasta 1922.

## Prólogo a la intervención aliada

### Revolución
En 1917, el Imperio ruso se encontraba en un estado de conflicto político, el apoyo a la guerra y el zar iba disminuyendo: se encontraba al borde de la revolución. La Revolución de Febrero cambió el curso de la guerra: bajo una intensa presión política, el zar Nicolás II abdicó y se formó un gobierno provisional. Este se comprometió a continuar la lucha contra los alemanes en el Frente Oriental.
Los Aliados habían estado enviando suministros a Rusia desde el comienzo de la guerra en 1914 por los puertos de Arcángel, Múrmansk, y Vladivostok. En 1917, los Estados Unidos entraron en la guerra cuando el presidente Woodrow Wilson dejó de lado su anterior reserva por unirse a la guerra junto con el monarca como aliado, habiendo este sido derrocado y los EE. UU. comenzaron a prestar apoyo económico y técnico al gobierno de Lvov y más tarde de Kerenski.
La guerra se hizo impopular entre el pueblo ruso. El malestar político y social crecía, así como el apoyo con los bolcheviques revolucionarios bajo Vladímir Lenin. Un gran número de soldados rasos se amotinó o desertó del Ejército Imperial Ruso. Durante la ofensiva de julio, el ejército ruso fue derrotado por las fuerzas austro-húngaras y alemanas en el Frente Oriental tras un contraataque de estas. 
Esto condujo al hundimiento del frente. El desmoralizado ejército ruso estaba a punto de amotinarse y la mayoría de los soldados había desertado del frente de batalla. 
Kerenski sustituyó a Alekséi Brusílov con Lavr Kornílov como comandante en jefe del Ejército Imperial Ruso. Kornílov intentó formar una dictadura militar a través de un golpe de Estado a comienzos de septiembre de 1917. Contó con el apoyo del general de Brigada británico Alfred Knox, al que Kerenski acusó de producir propaganda a favor de Kornílov. 
Kerenski también acusó a Milner de haber escrito una carta expresando su apoyo a Kornílov. Un escuadrón inglés de automóviles blindados comandados por Oliver Locker-Lampson y vestidos con uniformes rusos participaron en el fallido golpe de Estado.
Dos meses más tarde, a comienzos de noviembre de 1917, la Revolución de Octubre derrocó al gobierno provisional de Kerenski y los bolcheviques tomaron el poder.

### Rusia deja la guerra
Cinco meses después, el 3 de marzo, la recién formada República Socialista Federativa Soviética de Rusia firmó el Tratado de Brest-Litovsk con Alemania imperial, que formalmente puso fin a la guerra en el Frente Oriental. Esto permitió la transferencia de parte de los soldados alemanes al Frente Occidental, donde los ejércitos británicos y franceses esperaban la llegada de refuerzos estadounidenses.

### Legión Checoslovaca
La firma del Tratado de Brest-Litovsk garantizó que los prisioneros de guerra fueran devueltos a sus países de origen. Los prisioneros austrohúngaros pertenecían a las distintas nacionalidades que formaban el país. Numerosos prisioneros de guerra checos y eslovacos habían sido reclutados en el Ejército austrohúngaro y más tarde capturados por los rusos. Sin embargo, aprovechando el deseo de parte de ellos de crear su propio Estado independiente del Imperio, las autoridades rusas formaron unidades especiales de checos y eslovacos para luchar contra los Imperios centrales.
En 1917, tras la Revolución de Octubre, los bolcheviques declararon que, si la Legión Checoslovaca se mantenía neutral en los conflictos internos rusos y accedía a abandonar Rusia, se le concedería un salvoconducto para atravesar Siberia camino a Francia por el puerto de Vladivostok para que pudiesen seguir combatiendo junto a las potencias aliadas en el Frente Occidental. La Legión Checoslovaca comenzó entonces su traslado en el Ferrocarril Transiberiano hasta Vladivostok. Sin embargo, sólo la mitad llegó hasta la ciudad antes que el acuerdo se rompiese y estallasen los enfrentamientos entre legionarios y bolcheviques en mayo de 1918.

### Intereses de los aliados

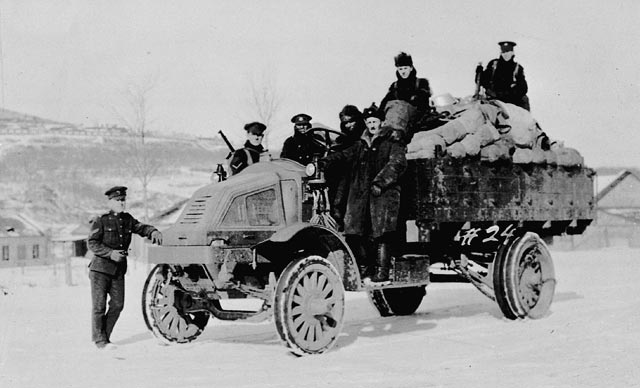
Fuerza expedicionaria canadiense, 1919.

Los Aliados comenzaron a preocuparse por el hundimiento del frente oriental y de Rusia, y también por la situación de las grandes cantidades de suministros en los puertos rusos, que los Aliados temían podrían ser requisados por los alemanes o caer en manos de los bolcheviques. 
También preocupó a los Aliados el desembarco en abril de 1918 de una división de tropas alemanas en Finlandia, y se temió que podrían tratar de capturar el ferrocarril Múrmansk-Petrogrado y posteriormente el estratégico puerto de Múrmansk y, posiblemente, Arcángel. Otros temores Aliados eran que la Legión Checoslovaca fuese destruida o la amenaza del bolchevismo, cuya naturaleza preocupaba a muchos de los Gobiernos Aliados.
Ante esta situación los Gobiernos británico y francés decidieron realizar una intervención militar en Rusia. Tenían tres objetivos:
- Evitar la captura por parte de bolcheviques o alemanes de material de guerra acumulado en Arcángel.
- Iniciar el ataque para rescatar a la Legión Checoslovaca, desperdigada a lo largo del ferrocarril transiberiano.
- Resucitar el Frente del Este mediante la derrota del Ejército bolchevique, con la ayuda de la Legión Checoslovaca y una fuerza ampliada antibolchevique rusa y, de paso, acabar con la propagación del comunismo y la causa bolchevique en Rusia.

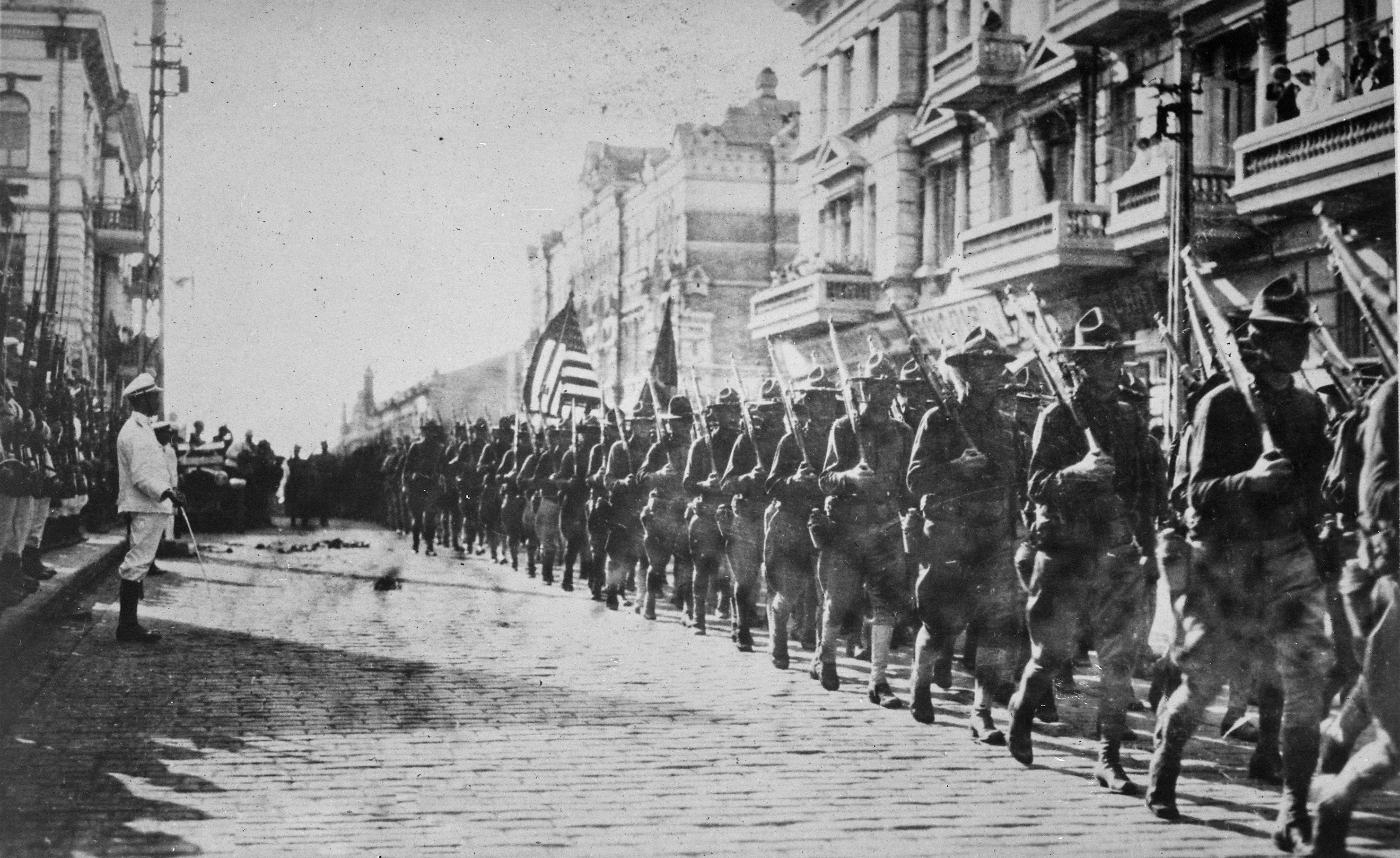
Tropas estadounidenses en Vladivostok, agosto de 1918.

Con un número de tropas muy por debajo de las necesarias, los británicos y franceses pidieron que el presidente Wilson proporcionara soldados de EE. UU. para la campaña de intervención. En julio de 1918, en contra del parecer del Departamento de Guerra de EE. UU., Wilson propuso la participación limitada de 5000 soldados del Ejército de los Estados Unidos en la campaña llamada «Fuerza Expedicionaria Americana del Norte de Rusia» (también conocida como «Expedición Oso Polar») que fueron enviados a Arcángel, mientras que otros 8000 soldados, organizados en la Fuerza Expedicionaria Estadounidense en Siberia, fueron enviados a Vladivostok desde las Filipinas y desde Camp Fremont, en California. Ese mismo mes, el Gobierno del Canadá acordó con el Gobierno británico enviar una fuerza combinada del Imperio británico, que incluía tropas de Australia y la India Británica.
Los japoneses, concentrados en su frontera norte, enviaron la mayor fuerza militar, que alcanzó los 70 000 soldados. Decidieron además el establecimiento de un Estado títere en Siberia, y los mandos del Ejército del Imperio japonés vieron la situación en Rusia como una oportunidad para poner fin al problema fronterizo del norte de Japón, considerado de seguridad nacional. El Gobierno de Japón era asimismo intensamente hostil al comunismo.
El Reino de Italia creó el «Corpo di Spedizione» con tropas alpinas enviadas desde la península y ex-generales de la Italia irredenta, fuerzas del antiguo Imperio austrohúngaro reclutadas en la Legione Redenta Italiana. Instalaron inicialmente su base en la concesión italiana de Tianjín, con un total de aproximadamente 2500 soldados.
Rumanía, Grecia, Polonia, China y Serbia también enviaron pequeños contingentes de tropas para participar en la intervención.

### Revolución Rusa
Después del fin de la guerra en Europa y la derrota de los Imperios centrales, los Aliados apoyaron abiertamente a las fuerzas «blancas», antibolcheviques.

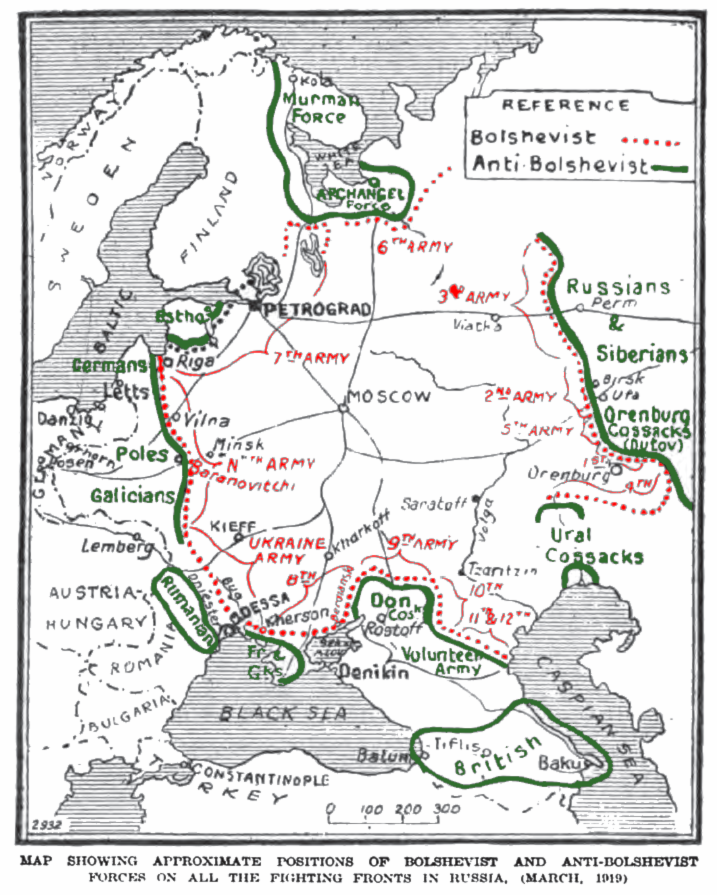
Posiciones de la Fuerza Expedicionaria Aliada y de los ejércitos blancos en la Rusia Europea, 1919.

## Fuerzas extranjeras en Rusia
Cantidades de soldados extranjeros que ocuparon las regiones de Rusia señaladas a continuación:
- 50 000 checoslovacos (a lo largo del Ferrocarril Transiberiano)[9]
- 40 000 británicos (en las regiones de Arcángel y Vladivostok)[10]
- 28 000 japoneses, elevados después a 70 000 (en la región de Vladivostok y en el norte)[11][10]
- 24 000 griegos (en Crimea)[12]
- 13 000 estadounidenses (en las regiones de Arcángel y Vladivostok)
- 12 000 franceses y fuerzas coloniales francesas (la mayor parte en las regiones de Arcángel y Odesa)
- 12 000 polacos (a mayor parte en las regiones de Crimea y Ucrania)
- 4000 canadienses (en las regiones de Arcángel y Vladivostok)
- 4000 serbios (en la región de Arcángel)
- 4000 rumanos (en la región de Arcángel)
- 2500 italianos (en la región de  Arcángel y en Siberia)[13]
- 2000 chinos (en la región de Vladivostok)
- 150 australianos (a mayor parte en la región de Arcángel)

## Campañas

### Campaña del Norte de Rusia

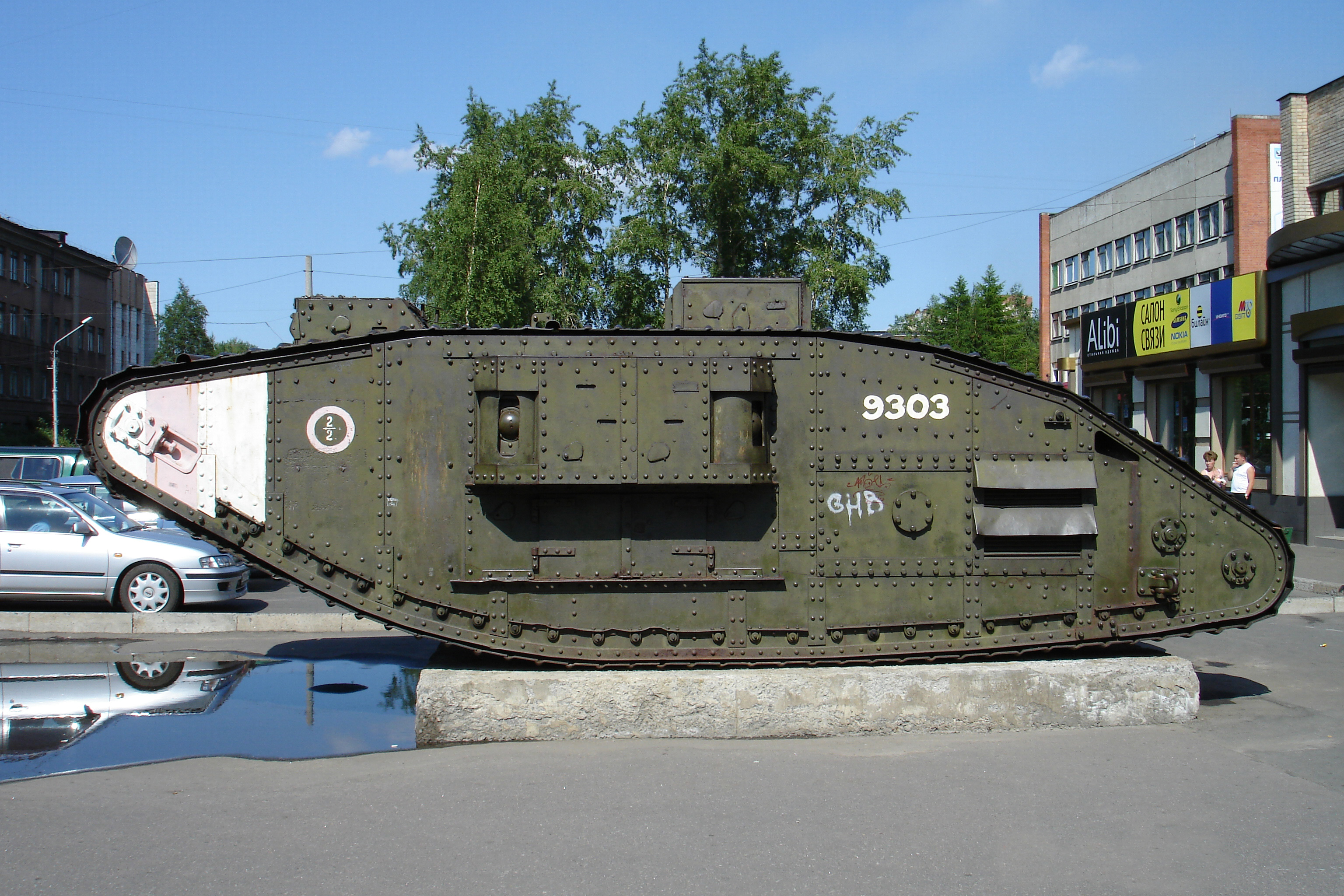
Tanque británico Mark V en Arcángel.

- Ejército Británico (6.º Regimiento de Yorkshire, 2/10.º Royal Scots, algunos de los Fusileros Reales de Dublín 52.º Batallón del Regimiento de Mánchester, ¿otros?)
- Royal Navy (y un destacamento de 53 marineros de la US Navy —incluido Harold Gunnes— del USS Olympia durante agosto y septiembre de 1918 solamente)
- Royal Air Force (hidroplanos Fairey Campania y Sopwith Baby, además de un caza Sopwith Camel)[14]
- Ejército francés (21.º Batallón Colonial)
- Artillería de Campo Canadiense (67.ª y 68.ª Baterías de la 16.ª Brigada, Artillería de Campo Canadiense)
- Legión Aliada Eslavo-Británica (o SBAL (Slavic-British Allied Legion), fuerzas antibolcheviques entre las que se contaba el Batallón de Dyer, adiestrado y mandado por británicos)
- Ejército Blanco de Rusia (anteriormente el ejército del Gobierno Provisional Ruso de Aleksandr Kérenski, antibolchevique, encabezado por el general Evgueni Miller)
- Ejército de los Estados Unidos, Fuerza Expedicionaria Americana del Norte de Rusia (también conocida como Expedición Oso Polar, 310.º Cuerpo de Ingenieros, 339.º de Infantería, 337.º Hospital de Campo, y la 337.ª Compañía de Ambulancias)
- Ejército de los Estados Unidos, 167.ª y 168.ª Compañías de Ferrocarril (enviadas a Múrmansk para operar la línea Múrmansk-Petrogrado)
- Varias tropas aliadas de Polonia, Reino de los Serbios, Croatas y Eslovenos e Italia
- Fuerza de Socorro Británica del Norte de Rusia (arribó a finales de mayo de 1919 para cubrir el retiro de las fuerzas de Estados Unidos y las tropas aliadas)

### Sur de Rusia y Ucrania
El 18 de diciembre de 1918, un mes después del armisticio, los franceses ocuparon Odesa. Se inició así la intervención en Ucrania y el sur de Rusia, que tenía por objetivo ayudar y abastecer a las fuerzas blancas del general Denikin y su Ejército de Voluntarios que combatían en la región contra el Gobierno bolchevique de Moscú. La campaña incluyó tropas francesas, polacas y griegas (el I Cuerpo de Ejército griego, cerca de 24 000 hombres al mando del general de división Konstantinos Nider).
En abril de 1919, se retiraron, antes de la derrota de la ofensiva del Ejército Blanco contra Moscú. Tras esta, Denikin fue relevado y su sucesor al frente del movimiento, el general Wrangel, reorganizó el ejército en Crimea. Sin embargo, con el deterioro de la situación, él y sus soldados evacuaron sus últimas posiciones en Crimea a bordo de barcos aliados el 14 de noviembre de 1920.

### Siberia

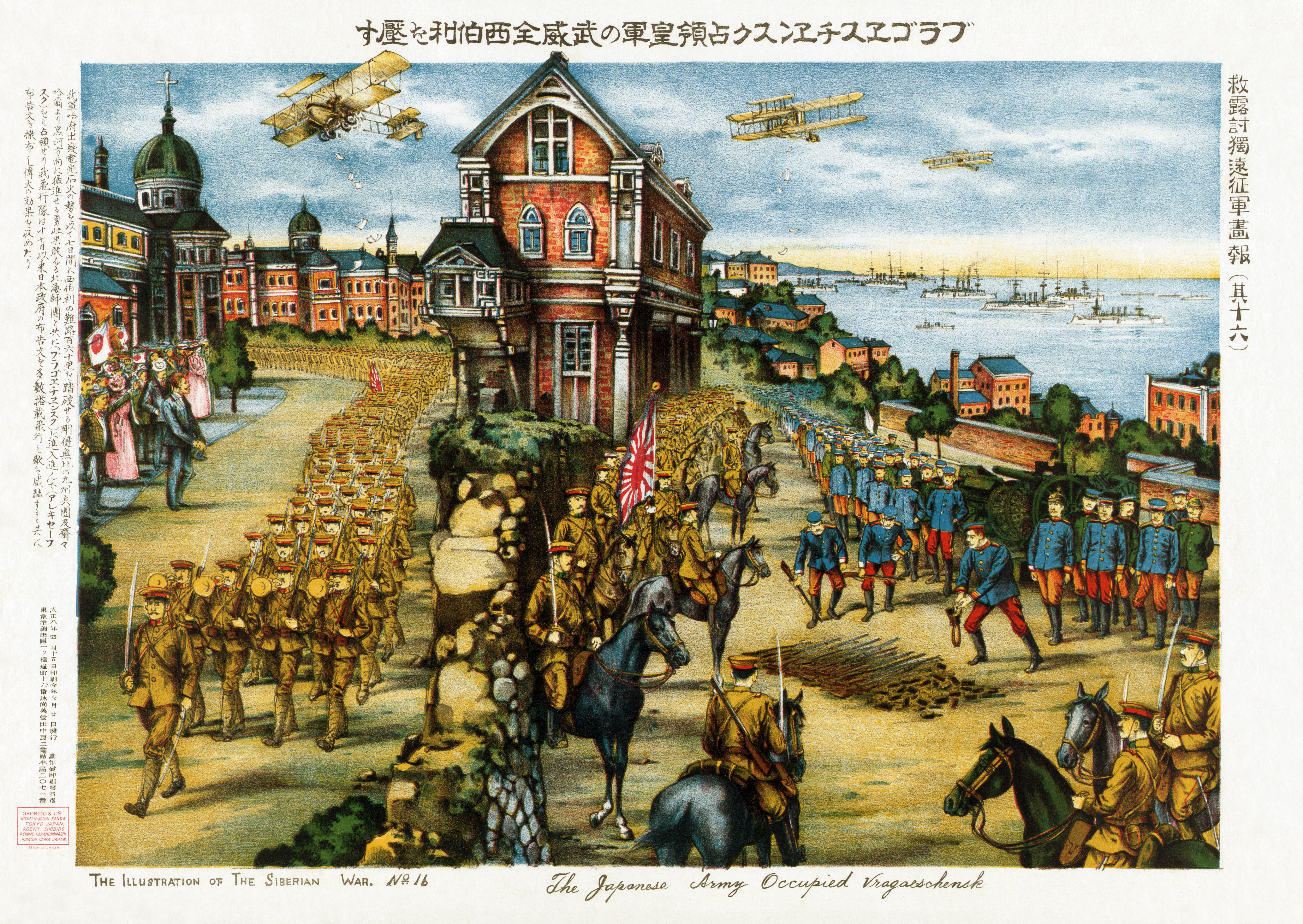
Litografía japonesa que muestra tropas ocupando Blagovéshchensk. Entre marzo de 1919 y el 18 de mayo de 1920

La Intervención Conjunta Aliada comenzó en agosto de 1918. Los japoneses entraron a través de Vladivostok y otros puntos por la frontera de Manchuria con más de 70 000 soldados siendo desplegadas eventualmente. A los japoneses se sumaron tropas británicas y posteriormente estadounidenses, canadienses, francesas, italianas y chinas. 
Algunos elementos de la Legión Checoslovaca que habían alcanzado Vladivostok, recibieron a las tropas aliadas. Los estadounidenses desplegaron al 27.º y 31.º Regimientos de Infantería desde las Filipinas, y elementos de los regimientos 12.º, 13.º y 62.º de Infantería desde Camp Fremont.
Los japoneses se esperaba que enviaran sólo alrededor de 7000 soldados de la expedición. El despliegue de una fuerza tan grande para una operación de rescate de los aliados hicieron desconfiar de las intenciones japonesas. El 5 de septiembre, a los japoneses se les vinculó con la vanguardia de la Legión Checoslovaca, unos días más tarde los contingentes británicos, italianos y franceses se unieron a los checos en un esfuerzo por restablecer el frente oriental más allá de los Urales, y como resultado los aliados europeos emigraron hacia el oeste.
Los japoneses, con sus propios objetivos en mente, se negaron a proceder al oeste del lago Baikal. Los estadounidenses, sospechando de las intenciones de Japón, también se quedaron para vigilarlos. En noviembre, los japoneses ocuparon todos los puertos y ciudades importantes en la Provincia Marítima rusa y en Siberia al este de la ciudad de Chitá.
Los Aliados dieron su apoyo a los elementos de rusos blancos a partir del verano de 1918. Hubo tensiones entre las dos facciones antibolcheviques: el Gobierno ruso blanco regido por el almirante Aleksandr Kolchak y los cosacos mandados por Grigori Semiónov e Iván Kalmykov que estorbaron sus esfuerzos contra el Gobierno de Moscú.
Todas las fuerzas expedicionarias Aliadas habían sido evacuadas para 1920, aparte de los japoneses que se retiran el 25 de octubre de 1922 de Vladivostok y del Norte de Sajalín en 1925, cuando se firma el 20 de enero la Convención Básica Soviético-Japonesa.

### Cáucaso
En 1917, la Dunsterforce, una misión militar aliada de menos de 1000 efectivos australianos, ingleses, y canadienses (retiradas de Mesopotamia y del frente occidental), acompañados de carros armados, desplegados desde Hamadán como 350 km a través de Persia. Se le nombró por su comandante General Lionel Dunsterville. Su misión era reunir información, entrenar y encabezar fuerzas locales, y prevenir la distribución de propaganda alemana.
Posteriormente, se le ordenó a Dunsterville tomar y proteger los campos de petróleo de Bakú. La fuerza fue retrasada por 3000 efectivos bolcheviques en Enzeli procedió por barco al puerto de Bakú, en el mar Caspio. Este era el objetivo primario para las fuerzas turcas que avanzaban y Dunsterforce aguantó el corto y brutal sitio en septiembre de 1918 antes de ser forzado a retirarse.
Sin embargo, siendo vencida en la Primera Guerra Mundial, Turquía tuvo que retirar sus fuerzas de la frontera de Azerbaiyán a mediados de noviembre de 1918. Encabezados por el General William Thomson, las fuerzas inglesas de 5000 soldados arribaron a Bakú el 7 de noviembre, y la ley marcial fue establecida en la capital de la República Democrática de Azerbaiyán hasta que «el poder civil pudiera ser suficientemente fuerte para liberar a las fuerzas de la responsabilidad de mantener el orden público».

### Campaña transcaspia
El primer caso de intervención aliada ocurrió el 11 de agosto de 1918, cuando el general Malleson intervino en apoyo del Comité Ejecutivo de Ashjabad, que había expulsado a los bolcheviques del Soviet de Tashkent de la terminal occidental del Ferrocarril Transcaspio en julio de 1918. Envió la sección de ametralladoras del 19.º Regimiento de Fusileros de Punjab a Baraim Ali, localizada en el Ferrocarril TransCaspio. Después del combate en Merv, se les unió el resto del regimiento. Hubo más acciones en Kaka el 28 de agosto, y el 11 y 18 de septiembre. Fueron reforzados el 25 de septiembre por dos escuadrones del 28.º Regimiento de Caballería Ligera. Combatieron junto a tropas transcaspianas, en Arman Sagad (entre el 9 y de 11 de octubre) y Dushak (el 14 de octubre).
Para el 1 de noviembre, habían recobrado Merv y, obedeciendo instrucciones del Gobierno británico, detuvieron su avance y tomaron posiciones defensivas en Bairam Ali. Las fuerzas transcaspianas continuaron su ataque a los bolcheviques al norte. Después que las fuerzas transcaspias fueron rechazadas en Uch Aji, su comandante, el coronel Knollys, envió al 28.º de Caballería en su apoyo a Ánnenkovo. En enero de 1919 una compañía del 119.º Regimiento de Fusileros de Punjab fue enviada a reforzar las posiciones en Ánnenkovo, donde se libró una segunda batalla el 16 de enero. El Gobierno británico decidió el 21 de enero retirar la unidad y las últimas tropas se replegaron a Persia el 5 de abril.

## Retirada de los aliados
Los Aliados se retiraron en 1920. Los japoneses se quedaron en las provincias marítimas del Extremo Oriente ruso hasta el 25 de octubre de 1922 y en el norte de Sajalín hasta 1925, cuando la presión económica y diplomática de EE. UU., la política interna de Japón y el éxito militar del Ejército Rojo obligó a la retirada de estas últimas tropas del antiguo territorio ruso, entonces ya soviético.